# I solitari
I solitari (Los solitarios, en español) es un melodramma di sentimento en un acto con música de Carlo Coccia y libreto en italiano de Gaetano Rossi. Se estrenó el 1 de noviembre de 1811 en el Teatro San Moisè de Venecia.